# Joop Campioni

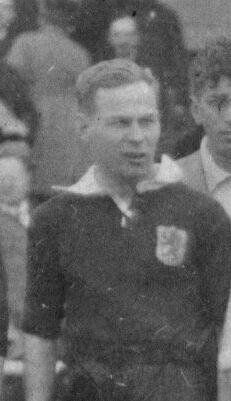
Joop Campioni (1921)

Marie Johannes Jacobus Campioni (* 4. August 1901 in Roermond; † 4. Januar 1962 in Amstelveen; genannt „Joop“ Campioni) war ein niederländischer Fußballspieler. Er spielte für HVV Den Haag und kam 1921 zweimal in der niederländischen Nationalmannschaft zum Einsatz.
Die Auswahlkommission des NVB berief den rechten Außenläufer im Frühjahr 1921 erstmals zum Spiel gegen die Schweiz in Amsterdam in die Oranje-Elftal. Der nicht einmal 20 Jahre alte Debütant stand neben seinen erfahreneren Vereinskameraden Dé und Boelie Kessler in der Mannschaft. Das niederländische Team gewann durch Tore von Boelie Kessler und Wim Gupffert mit 2:0. Auch im nächsten Spiel am 8. Mai 1921, einem 2:2-Unentschieden gegen Italien ebenfalls in Amsterdam, kam Campioni zum Einsatz; danach jedoch war seine internationale Karriere bereits wieder beendet.